# Heritage cherry
Heritage cherry er et guitarfinish hos Gibson.

Farven er mørk rød og kendes mest fra SG-modellerne